# المرجان وسادي الشكل
مرجان كيسبايتوزا التشعبي المتعارف عليه باسم المرجان وسادي الشكل، من صنف المرجانات الحجرية من فئة المرجانيات السداسية. هذا الصنف يشكل الشعاب المرجانية الحقيقية الوحيدة في البحر الأبيض المتوسط.

## وصف عنه

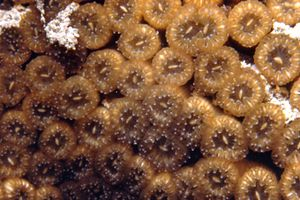
صورة قريبة تظهر الشعاب المرجانية.

السلائل المرجانية لها لون كستنائي شفاف، ويبلغ قطرها حوالي 5 مم وتكوّن مستعمرات وسادية الشكل تتعايش مع طحالب زوزانتيلا، وتقوم بإنتاج رواسب من كربونات الكالسيوم التي تشكل هياكل الكالسيت التي تعيش فيها. ويعد المرجان وسادي الشكل أكبر مرجان حجري يعيش في البحر الأبيض المتوسط حيث يصل قطره إلى 50 سم، ويبلغ متوسط عمره حوالي 30 سنة.

## موطنه وطريقة انتشاره

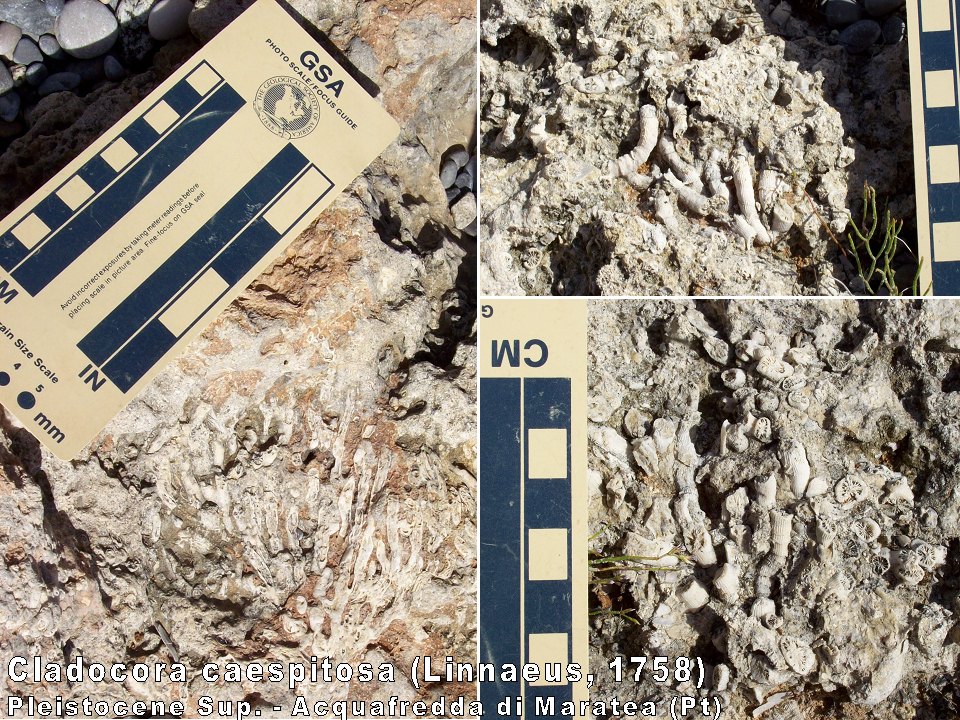
مستعمرة أحفورية من مرجان كيسبايتوزا من قرية أكوافريدا في مدينة ماراتيا في إقليم بوتنسا الإيطالي، تعود لأواخر العصر الجليدي. الصورة اليسارية توضح تكوين المستعمرة الكثيف، بينما الصور اليمينية توضح البنى الخارجية والداخلية للمرجان.

يستوطن هذا الصنف من المرجان في البحر الأبيض المتوسط، وقد تم توثيق وجوده منذ أواخر العصر البليوسيني (العصر الحديث). وعادة يتواجد في قعر البحار الصخرية التي تتراوح أعماقها من بضعة أمتار حتى 60 متر.
يوجد حيد مرجاني صغير من مرجان كيسبايتوزا في كرواتيا ضمن محمية جزيرة ملجيت البحرية في بحيرة فيليكو جيزيرو الشاطئية وهو الحيد المرجاني الحقيقي الوحيد في البحر الأبيض المتوسط.

## طريقة تكاثره
مستعمراته تنمو بالتبرعم، وينتشر هذا الصنف عن طريق ترسخ العوالق البحرية مثل اليرقات في قعر البحار المناسبة للاستعمار.

## التهديدات
تم تصنيف مرجان كيسبايتوزا التشعبي مع الكائنات المهددة بالانقراض بموجب القائمة الحمراء للأنواع المهددة بالانقراض. ويرجع سبب معظم حالات النفوق الجماعية الأخيرة في هذه الشعاب المرجانية إلى الأحداث الناتجة عن الموجة الحارة على البحر الأبيض المتوسط. 

## وصلات خارجية
مجموعة من صور الحياة البحرية لمرجان كيسبايتوزا التشعبي.